# Боннский университет
Бо́ннский университет (Рейнский Боннский университет Фридриха Вильгельма; нем. Rheinische Friedrich-Wilhelms-Universität Bonn, также Rheinische Friedrich-Wilhelms-Universität zu Bonn) — один из самых крупных университетов Германии.

## История
В 1777 году в Бонне была основана Kurkölnische Akademie Bonn, которой в 1784 году были даны университетские права.

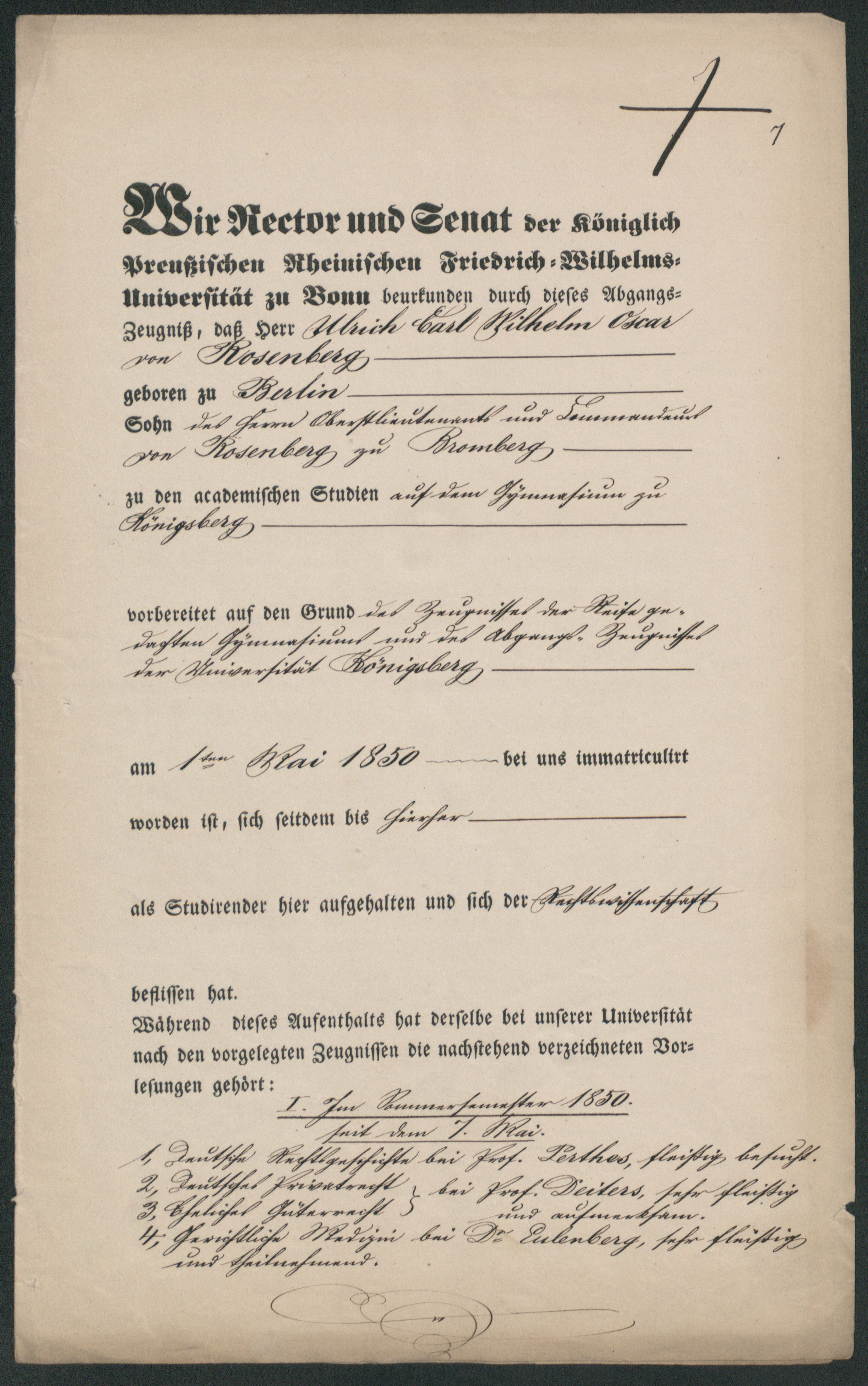
Диплом 1850 г. — источник: Государственный Архив в Познани

В 1798 году академия была закрыта управлявшей рейнскими землями Францией.
18 октября 1818 года прусский король Фридрих Вильгельм III основал в присоединённом по итогам Венского конгресса к Пруссии Бонне Рейнский университет, ставший шестым университетом в Пруссии. Немалую роль в становлении университета сыграл тогдашний министр народного просвещения Германии Карл Альтенштейн.
В университете были в равной степени представлены католики и протестанты, что выразилось прежде всего в существование двух теологических факультетов. Также в университете были созданы медицинский, юридический и философский факультеты.
В 1827 году был утверждён статут университета. Позднее университет стал неофициально называться «университетом принцев», поскольку многие отпрыски дома Гогенцоллернов обучались именно в этом университете.
После Первой мировой войны государственное финансирование университета было сокращено, и университету пришлось искать иные источники финансирования.

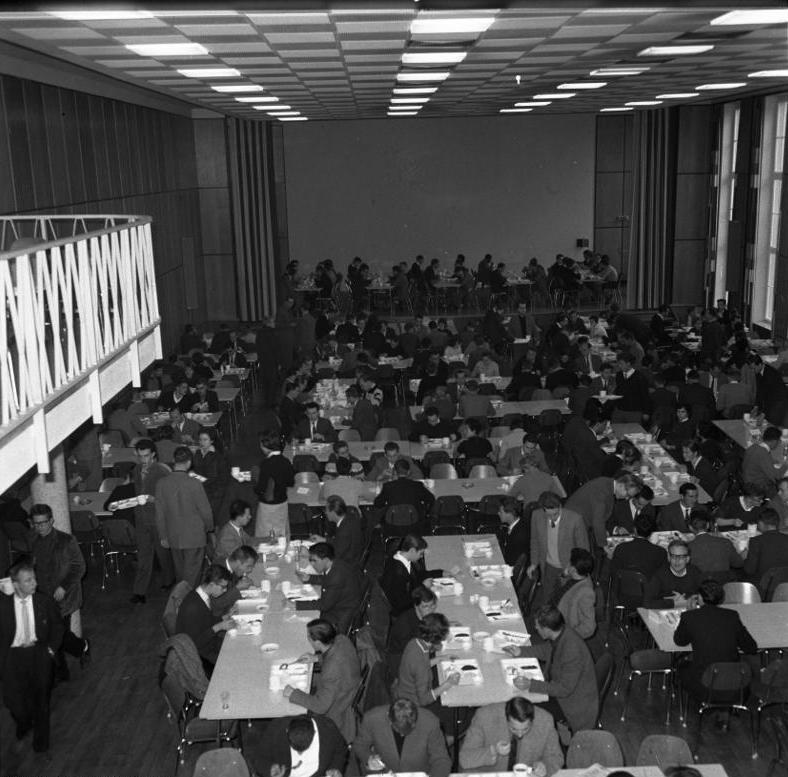
Университетская столовая (1961 год)

В 1930 году был утверждён новый статут университета, включавший в себя пункты о студенческом самоуправлении.
После 1933 года автономия университета была ликвидирована, а университет был переподчинён министерству образования. Университет покинули противники нацистов, а также евреи.
В 1937 году Томас Манн был лишён звания почётного доктора университета. Корпуса университета серьёзно пострадали во время Второй мировой войны, но он смог продолжить работу уже в 1945 году.
После Второй мировой войны университет активно развивался и сохранил свой статус одного из ведущих университетов Германии.

## Структура
В настоящее время в состав университета входят факультеты:
- Медицинский факультет;
- Факультет агрономии;
- фармацевтика
- Факультет католической теологии;
- Факультет математики и естественных наук;
- Факультет права и экономики;
- Факультет протестантской теологии;
- Философский факультет.

Кроме того, в число подразделений университета входит несколько исследовательских институтов.